# Cathédrale de Bobbio
La cathédrale de Bobbio est une église catholique romaine de Bobbio, en Italie. Il s'agit d'une cocathédrale du diocèse de Plaisance-Bobbio.